# 301 Bavaria
301 Bavaria este un asteroid din centura principală, descoperit pe 16 noiembrie 1890, de Johann Palisa.